# Sajjid Kutb

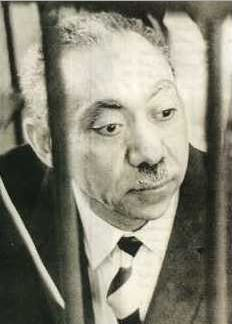

Sajjid Kutb Ibrahim Husajn asz-Szazili (arab. سيد قطب إبراهيم حسين الشاذلي; ur. 9 października 1906 w Muszy w muhafazie Asjut, zm. 29 sierpnia 1966) – egipski filozof, dziennikarz i poeta muzułmański, jeden z głównych ideologów Stowarzyszenia Braci Muzułmanów. Odegrał kluczową rolę w rozwoju tej organizacji, jak również w kształtowaniu się ideologii fundamentalizmu muzułmańskiego.

## Życiorys

### Wczesna działalność
Był synem posła Partii Nacjonalistycznej z Górnego Egiptu i właściciela ziemskiego, jednak jego ojciec stracił majątek na poczet długów. Z rodzinnego domu, w którym odbywały się spotkania działaczy partyjnych, wyniósł zainteresowanie polityką. Początkowo uczył się w szkole religijnej, następnie uzyskał edukację świecką w szkole średniej w Kairze i na studiach pedagogicznych. Po ukończeniu nauki rozpoczął pracę w zawodzie nauczyciela, najpierw na prowincji, następnie zaś w Heluanie. Od 1940 do 1948 sprawował obowiązki inspektora szkolnego. Początkowo utożsamiał się z ideami liberalnymi i nacjonalistycznymi, należał do partii Wafd. Pracę zawodową łączył z działalnością literacką.

### Zwrot ku islamowi, kontakty z Naserem i ich zerwanie
Decydujący wpływ na poglądy Kutba miał pobyt w Stanach Zjednoczonych w latach 1948-1951; za granicę skierowało go egipskie ministerstwo oświaty. Kultura amerykańska wywarła na nim bardzo negatywne wrażenie. Wyjątkowo silna niechęć do USA stała się przyczyną, dla której Kutb został zwolniony z pracy w ministerstwie oświaty. W 1949 Kutb opublikował pracę Sprawiedliwość społeczna w islamie, dwa lata później wstąpił do Stowarzyszenia Braci Muzułmanów. W 1950 opublikował ważną dla antysemityzmu muzułmańskiego pracę Nasza walka z Żydami.
Sajjid Kutb spotykał się często z przywódcą tajnej organizacji Wolnych Oficerów Gamalem Abdel Naserem. Poparł zamach stanu 23 lipca 1952, obalenie monarchii i rewolucyjne zmiany w państwie – ich publiczną pochwałę wygłosił w odczycie w Kairze w sierpniu 1952. Kiedy jednak między Braćmi Muzułmanami a rządzącymi wojskowymi z Naserem na czele doszło do otwartego konfliktu, Kutb opowiedział się przeciwko rządowi. Od 1952 był szefem propagandy Braci Muzułmanów. Twierdził, że ustanowienie płacy minimalnej, ograniczanie własności prywatnej i redystrybucja majątków znajdują uzasadnienie w nauczaniu islamu, równocześnie głosił rychłą klęskę cywilizacji zachodniej, zwycięstwo komunizmu (będącego jego zdaniem logiczną konsekwencją rozwoju tej cywilizacji), a następnie przejęcie przez muzułmanów przodownictwa w świecie.
Sprzeciw Kutba wobec rządów Wolnych Oficerów doprowadził do jego aresztowania w 1954, został zwolniony po kilku miesiącach. Od tego samego roku Kutba uważa się za głównego ideologa Braci Muzułmanów. Odegrał kluczową rolę w rozwoju organizacji. Inspiracją dla poglądów filozofa stały się koncepcje pakistańskiego fundamentalisty muzułmańskiego Abu al-Alego al-Maududiego. Zwolniony w lipcu 1954, zaczął głosić na łamach pisma „Bracia Muzułmanie” koncepcję utworzenia państwa islamskiego funkcjonującego w oparciu o zasadę sprawiedliwości społecznej.

### 1954-1966
Po nieudanym zamachu Mahmuda Abd al-Latifa na Nasera 26 października 1954 Kutb został aresztowany razem z innymi przywódcami Braci Muzułmanów i poddany torturom. Następnie skazano go na 25 lat robót przymusowych. Początkowo odbywał karę w obozie, po czym z powodu złego stanu zdrowia został umieszczony w więziennym szpitalu, gdzie mógł tworzyć kolejne teksty teoretyczne, przemycane następnie poza więzienie i rozpowszechniane. W takich warunkach powstawała ukończona już na wolności praca Kierunkowskazy drogi (tytuł przekładany także jako Słupy milowe na drodze, wydana w 1965.
W wymienionej pracy Kutb potępił ideologie zachodnioeuropejskie (liberalizm, socjalizm), twierdząc, że jedynie islam pozwala na budowę humanistycznego, bezklasowego i solidarnego społeczeństwa, akceptujące własność prywatną przy minimalnym rozwarstwieniu społecznym. Rząd Nasera uznał za głównego wroga islamu.
Kutb dopuszczał stosowanie przemocy w walce o zwycięstwo islamu na świecie (jego idee miały być wcielane w życie wszędzie, nie tylko w krajach muzułmańskich). Zapowiadał prowadzoną przy użyciu wszystkich możliwych środków walkę z przywódcami politycznymi, którzy nie opierali się na islamie. Jej rezultatem miało być

zniszczenie królestwa człowieka na rzecz królestwa Boga na ziemi

Poglądy Kutba nie były jednak powszechnie podzielane przez Braci Muzułmanów. Z jego koncepcjami polemizowali, także po jego śmierci, reprezentanci umiarkowanego skrzydła organizacji.
W 1957 był jednym z 800–900 uwięzionych działaczy islamistycznych, którzy odmówili wyrażenia poparcia dla rządu Nasera w zamian za zwolnienie z więzienia.
W sierpniu 1965 Bracia Muzułmanie zostali oskarżeni o przygotowywanie zamachu na Nasera oraz jego bliskich współpracowników. Doszło do aresztowania kolejnej grupy działaczy islamistycznych, w tym Najwyższego Przewodnika Braci Hasana al-Hudajbiego. Kilkuset z nich stanęło przed sądem, zaś siedmiu, w tym Kutb, zostało skazanych na śmierć i straconych. Bracia Muzułmanie, przede wszystkim ich radykalne skrzydło, uznali go za męczennika.

## Poglądy
Kutb domagał się całkowitej islamizacji życia społecznego i politycznego, walki z odstępstwami od islamu na rzecz innych wyznań i z ateizmem.
Dzięki oparciu się w praktyce prawnej i politycznej wyłącznie na Koranie miało być możliwe utworzenie doskonałego systemu demokratycznego, jednoczącego ludzi we wszystkich sferach życia. Równocześnie Kutb zakładał, że społeczeństwo będzie miało jednego przywódcę, który jednak będzie mógł zostać pozbawiony władzy, jeśli złamie nakazy religijne, prawo do interpretowania zgodności konkretnych decyzji z Koranem miał posiadać kalif. Kutb pesymistycznie oceniał kondycję islamu we współczesnym świecie, twierdząc, że wiele elementów kultury i filozofii uważanej za muzułmańską nie wynikało w istocie z religii, lecz było wytworem ignorancji. Jako przyczynę takiego stanu rzeczy postrzegał postawę przeciętnych muzułmanów łamiących nakazy swojej religii, przenikanie wpływów filozofii zachodnioeuropejskiej do kół intelektualistów muzułmańskich oraz wpływ laickiej koncepcji kemalizmu na politykę państw zamieszkiwanych przez wyznawców islamu.
Stan współczesnego mu świata określał mianem niewiedzy przedmuzułmańskiej (dżahilijja). Zniszczenie panujących stosunków społecznych i ustrojowych uważał za konieczne dla ustanowienia rządów boskich. Porównywał je do działalności Mahometa w Mekkce i Medynie.
W przyszłym funkcjonowaniu wspólnoty wyznawców islamu wyróżniał dwa etapy - okres słabości, w którym muzułmanie mają zbierać siły i przygotowywać się do przyszłej walki, oraz okres świętej wojny. Jej finałem miało być ustanowienie rządów islamskich opartych na czterech zasadach:
- rządy Boga na ziemi – powszechne przyjęcie islamu,
- restytucja kalifatu, przy nadaniu kalifowi ograniczonych, symbolicznych uprawnień,
- wprowadzenie szariatu, rezygnacja z prawa świeckiego,
- rezygnacja z wielopartyjnego systemu politycznego[2].